# David Sharp
David Sharp (Towcester, 15 augustus 1840 - Brockenhurst, 27 augustus 1922) was een Brits entomoloog en arts.
David Sharp werd geboren in 1840 bij het Engelse Towcester. Toen hij 13 jaar was verhuisde hij met zijn ouders naar Londen waar hij op 17-jarige leeftijd, na zijn school, besloot zijn vader te gaan helpen die handelaar was. Op dat moment begon hij ook met het verzamelen van kevers. Al snel bleek dat het bedrijfsleven niets voor hem was en koos hij voor een studie geneeskunde. Na twee jaar studie in het St. Bartholomew's Hospital in Londen, ging hij naar de Universiteit van Edinburgh, waar hij de graad van Bachelor of Medicine behaalde in 1866. Vanaf 1876 kreeg hij meer tijd en studeerde hij waar zijn hart lag, zoals natuurlijke historie en zocht hij werk als curator van een Museum. In 1885 werd hij uitgenodigd om naar Cambridge te komen als conservator van de Cambridge University Museum of Zoology. Daar werkte hij tot aan zijn pensioen in 1909.
In 1862 Werd Sharp Fellow van de Entomological Society of London en was voorzitter in 1887 en 1888. Hij was ook lid van de Zoological Society en de Linnean Society vanaf 1888. In 1890 werd hij Fellow van de Royal Society'.
Sharp was gespecialiseerd in kevers (Coleoptera) en zijn uitgebreide collectie, waaronder enkele duizenden type-soorten, is ondergebracht in het Natural History Museum in Londen.

## Enkele publicaties
David Sharp was de auteur van een zeer groot aantal artikelen en grotere werken.
- 1869 A revision of the British species of Homalota. in: Transactions of the Entomological Society of London, online
- 1874 The Staphylinidae of Japan. in: Transactions of the Entomological Society of London
- 1876 Contributions to an insect fauna of the Amazon Valley in: Transactions of the Entomological Society of London.
- 1880-1882 Monograph On Aquatic Carnivorous Coleoptera or Dytiscidae in: Scientific Transactions of the Royal Dublin Society.
- 1888 The Staphylinidae of Japan. in: The Annals and Magazine of Natural History
- 1882-1886 (1882–1886) Staphylinidae. In: 1882-1887. Biologia Centrali-Americana.
- 1887 Pselaphidae. In: 1887-1905. Biologia Centrali-Americana.
- 1891 Synteliidae. In: Biologia centrali- americana. online
- 1896-1913 Met Robert Cyril Layton Perkins en Alfred Newton Fauna Hawaiiensis.
- 1912 Met Frederick Arthur Godfrey Muir. The comparative anatomy of the male genital tube in Coleoptera. In: Transactions of the Entomological Society of London.

- Bibsys: 90098426
- Biblioteca Nacional de Chile: 000395250
- CiNii: DA11420391
- Gemeinsame Normdatei: 117625221
- International Standard Name Identifier: 0000 0001 0972 5778
- Library of Congress Control Number: n83825800
- Nationale Bibliotheek van Letland: 000184262
- Nationale bibliotheek van Australië: 50769189
- Nationale Bibliotheek van Israël: 987011289659805171
- Nederlandse Thesaurus van Auteursnamen: 070447357
- Istituto Centrale per il Catalogo Unico: TO0V447717
- SNAC: w6zw4pdn
- Système universitaire de documentation: 135989736
- Museum of New Zealand Te Papa Tongarewa: 66298
- Trove: 1519713
- Virtual International Authority File: 53076883
- WorldCat: E39PBJhRJYgDH9pcmTkTbXvPwC